# Gottlieb Rosenau
Gottlieb Rosenau, född omkring 1719 i Königsberg (nuvarande Kaliningrad), Tyskland, död 2 juni 1796 i Jakob och Johannes församling, Stockholm, var en svensk instrumentmakare i Stockholm och byggde bland annat klavikord. 

## Biografi
Rosenau föddes omkring 1719 i Königsberg och han utbildade sig hos sin far, som var instrumentmakare eller snickare. Han kom senare att göra gesällresor till Sverige. Han blev 1744 lärling hos instrumentmakaren Philip Jacob Specken i Stockholm och 1749 gesäll hos honom. 1756 beviljades Rosenau privilegium och blev kompanjon med Specken. Rosenau tog över Speckens verkstad 1759. Han exporterade 10 klavikord till S:t Petersburg 1767. Rosenau avled 2 juni 1796 i Jakob och Johannes församling, Stockholm och begravdes 5 juni samma år.

## Medarbetare
- Anders Sandberg (född 1733), var 1760 gesäll hos Rosenau.[5]
- Olof Kiorner (född 1738), var 1760 gesäll hos Rosenau.[5]
- Pehr Lindholm var 1767–1771 gesäll hos Rosenau.[3]
- Matthias Lundbom var före 1771 gesäll hos Rosenau.[3]

## Instrument
| År   | Instrument | Värde (summa) |
| ---- | ---------- | ------------- |
| 1756 | -          |               |
| 1757 | -          |               |
| 1758 | -          |               |
| 1759 | -          | 200           |
| 1760 | -          |               |
| 1761 | -          | 966,21        |
| 1762 | -          | 666           |
| 1763 | -          | 1000          |
| 1766 | -          | 400           |
| 1767 | -          | 333,10        |
| 1768 | -          | 333,10        |
| 1769 | -          | 300           |
| 1770 | -          | 100           |
| 1771 | -          | 200           |
| 1772 | -          | 100           |
| 1773 | -          | -             |
| 1774 | -          |               |
| 1775 | -          | 100           |
| 1776 | -          | 333           |
| 1777 | -          | 44,24         |
| 1778 | -          | 33,16         |
| 1779 | -          | 16            |
| 1780 | -          | 16,32         |
| 1781 | -          | 16            |
| 1782 | -          | 16,32         |

### Klavikord

#### Bevarad klavikord
| År   | Bild | Omfång | Klaverstämpel | Kortal | Oktavbredd | Vågbalk | Bakre tangentstyrning | Ådring | Övrigt                                                         |
| ---- | ---- | ------ | ------------- | ------ | ---------- | ------- | --------------------- | ------ | -------------------------------------------------------------- |
| 1760 |      | C-e3   | S             | 2      | 161        | 2       | Stift av järn         | 145/45 | Den finns idag på Ödeshögs hembygdsförening i Ödeshög.         |
| 1772 |      | C-e3   | S             | 2      | 159        | 1       | Stift                 | 135/90 | Den ägdes 1986 av L. Edlund i Färila.                          |
| 1778 |      | F-f3   | S             | 2      | 161        | 1       | Fena av mässing       | 140/40 | Den ägdes 1986 av Jan Zanton i Malmö.                          |
| 1780 |      | C-f3   | S             | 2      | 162        | 1       | Fena av mässing       | 155/35 | Den ägdes 1986 av I. Mårtensson i Malmö.                       |
| 1783 |      | F-f3   | S             | 2      | 160        | 1       | Kancell               | 150/45 | Den finns idag på Torekällbergets friluftsmuseum i Södertälje. |
| 1783 |      | F-a3   | S             | 2      | 160        | 1       | Kancell               | 145/55 | Den finns idag på Västernorrlands museum i Härnösand.          |
| ?    |      | F-a3   | S             | 2      | 161        | 1       | Kancell               | 150/50 | Den finns idag på Upplandsmuseet i Uppsala.                    |